# 緑のそよ風
緑のそよ風（みどりのそよかぜ）は、作詞清水かつら、作曲草川信の童謡歌曲。春の光景を描いたのどかな歌詞と、明るく朗らかな旋律が特徴。1948年（昭和23年）1月にNHKラジオで発表された。

## 歌詞
みどりのそよ風　いい日だね
蝶蝶（ちょうちょ）もひらひら　豆のはな
七色畑に　妹の
つまみ菜摘む手が　かわいいな
みどりのそよ風　いい日だね
ぶらんこゆりましょ　歌いましょ
巣箱の丸窓　ねんねどり
ときどきおつむが　のぞいてる
みどりのそよ風　いい日だね
ボールがぽんぽん　ストライク
打たせりゃ二塁の　すべり込み
セーフだおでこの　汗をふく
みどりのそよ風　いい日だね
小川のふなつり　うきが浮く
静かなさざなみ　はねあげて
きらきら金ぶな　嬉しいな
みどりのそよ風　いい日だね
遊びにいこうよ　丘越えて
あの子のおうちの　花ばたけ
もうじき苺も　摘めるとさ
（歌詞の著作権保護期間は2001年（平成13年）12月31日に終了）
白子川を主題に作詞された八五調の定型詩で、まとまりのとれた印象を聴く者に与える。

## その他
- 東武東上本線成増駅前に、「緑のそよ風」の歌碑がある。清水かつらが、この地で亡くなったため。
- 2006年（平成18年）に旭化成ホームズの「日照、通風、ヘーベルハウス」のテレビCMソングとして使用された。少年少女合唱団が歌唱するものと同社の家を建てる複数の大工が歌唱するものの2パターンが存在する。
- 2015年（平成27年）にアース製薬「ノーマット」のテレビCMソングで替え歌が使用された。
- 2019年（令和元年）に大正製薬「大正漢方胃腸薬」のテレビCMソングの一部として使用された。
- 和光市立白子小学校にも、「緑のそよ風」の歌碑がある。[1]